# Porcellio rufobrunneus
Porcellio rufobrunneus is een pissebed uit de familie Porcellionidae. De wetenschappelijke naam van de soort is voor het eerst geldig gepubliceerd in 1923 door Omer-Cooper.